# Ramon Iglésias Navarri

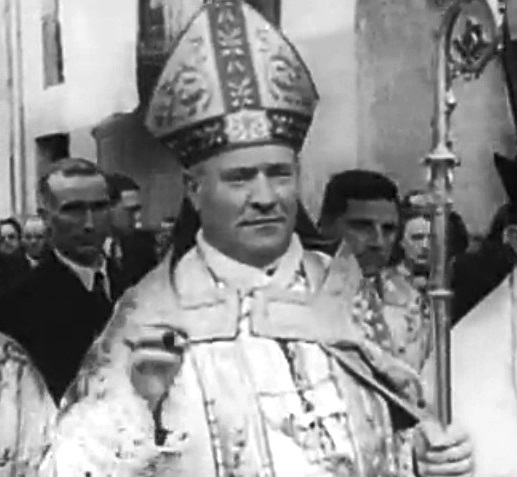
Ramon Iglésias Navarri

Ramon Iglésias Navarri (* 28. Januar 1889 in Durro im Vall de Boí; † 31. März 1972 in La Seu d’Urgell) war Bischof von Urgell und Kofürst von Andorra vom 4. April 1943 bis zum 29. April 1969.
Navarri empfing die Priesterweihe am 14. Juli 1912. Am 29. Dezember 1942 wurde er zum Bischof von Urgell ernannt. Die Bischofsweihe spendete ihm am 4. April 1943 der damalige Apostolische Nuntius von Spanien und spätere Kurienkardinal, Gaetano Cicognani.
Während seiner Amtszeit in der politisch heiklen Phase des Zweiten Weltkriegs wahrte er die andorranische Neutralität, stärkte aber auch den spanischen Einfluss. Später förderte er die Bekanntheit von Andorra und auch den Tourismus im Land.
Nachdem Navarri vom Bischofsamt in Urgell resignierte, wurde er zum Titularbischof von Satrianum ernannt.